# Langstone
Langstone är en community i Storbritannien.   Den ligger i kommunen Newport och riksdelen Wales, i den södra delen av landet, 190 km väster om huvudstaden London.